# Scrierea brahmi
Abugidaul brahmi (scris cu alfabetul internațional pentru transliterarea sanscritei: brāhmī) este numele modern care e oferit unuia dintre cele mai vechi sisteme de scriere folosit în Asia de Sud și în Asia Centrală, datând din primul mileniu î.e.n. Brahmi e un abugida care a prosperat în subcontinentul indian.